# Ghost Town (canción de Kanye West)
«Ghost Town» es una canción del rapero estadounidense Kanye West, la cual pertenece a su octavo álbum de estudio, Ye (2018). La canción incluye las voces de PartyNextDoor, Kid Cudi y 070 Shake. Fue producida por el propio Kanye, coproducida por Mike Dean, y cuenta con la producción adicional de Francis and the Lights, Benny Blanco y Noah Goldstein. La canción pertenece al género hip hop y presenta elementos psicodélicos en ella. La composición está basada en dos samples recogidos de "Take Me for a Little While", interpretada por Royal Jesters, y "Someday", interpretada por Shirley Ann Lee.
En "Ghost Town", la mente de West pasa por un proceso de desentrañamiento relacionado con una enfermedad mental, lo que se representa con versos inentendibles debido a las gárgaras. La canción recibió buenas críticas por parte de los críticos musicales, que la consideraron uno de los mejores momentos del álbum, y elogiaron en general el outro de 070 Shake. Varios de ellos felicitaron la exuberante composición de la canción, aunque otros críticos expresaron valoraciones algo mixtas del verso de West. La canción fue incluida en las listas de fin de año de 2018 por múltiples publicaciones, incluidas Consequence of Sound y NME.
"Ghost Town" alcanzó el puesto 16 en el Billboard Hot 100 de EE. UU. en 2018, mientras que también alcanzó el puesto 14° en el NZ Singles Chart y el puesto 17° en el UK Singles Chart. Desde entonces, la canción ha sido galardonada con 2 discos platino en Estados Unidos por la Asociación de la Industria de Grabación de América (RIAA). Kanye y Kid Cudi han realizado múltiples presentaciones conjuntas de la canción, donde sobresale su participación en el programa Saturday Night Live en 2018 y en el Festival de Música de Coachella en 2019. La canción ha recibido covers de artistas como BadBadNotGood y Jungle en 2018. Una secuela de la canción fue lanzada por West y Kid Cudi, bajo el nombre del dúo "Kids See Ghosts", a la que llamaron "Freeee (Ghost Town, Pt. 2)" en su álbum de estudio debut homónimo (2018). La secuela presenta una interpolación de la letra de la canción.

## Antecedentes y desarrollo

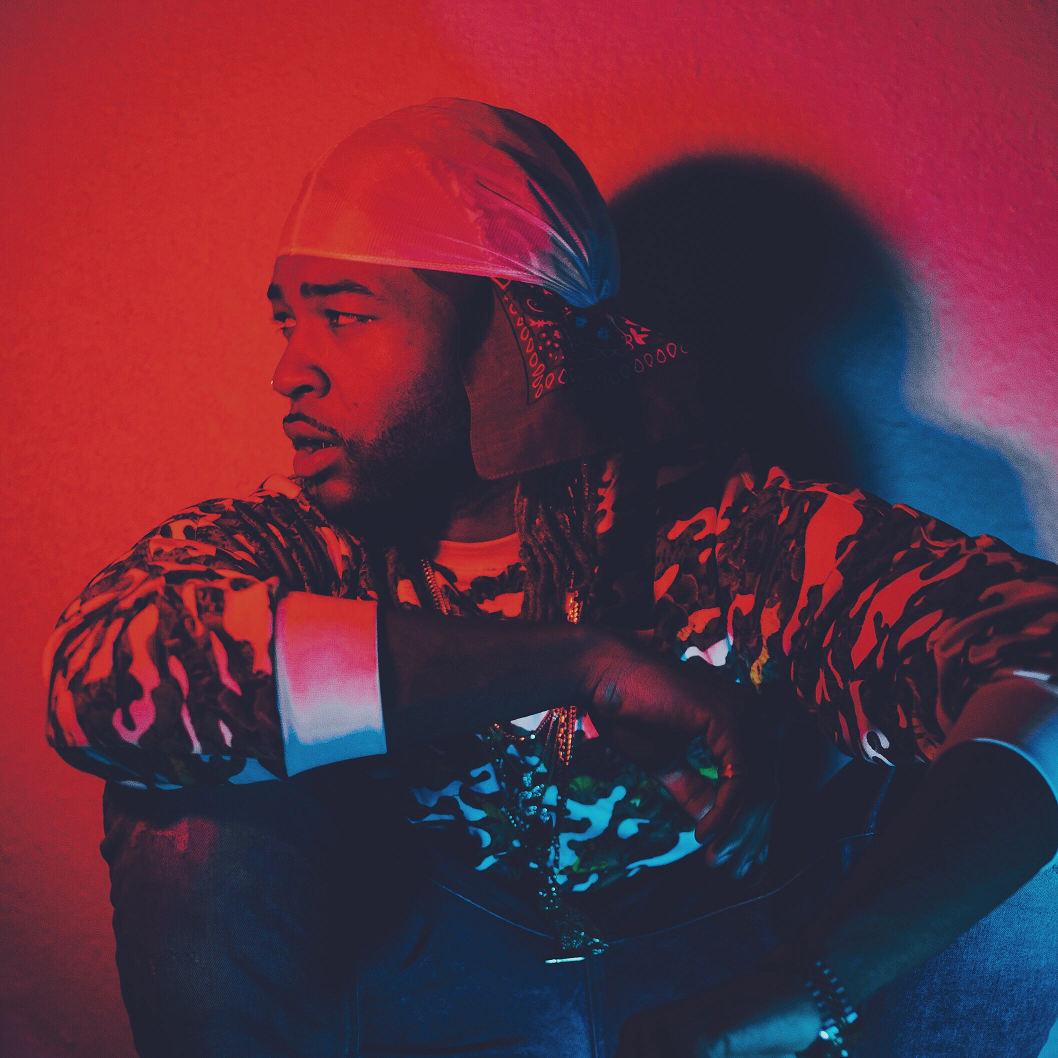
La canción cuenta con la voz de PartyNextDoor, que ya había anunciado una colaboración con West a través de Twitter.

El 7 de febrero de 2009, West compartió en su blog un enlace a una versión de su sencillo de 2007 "Can't Tell Me Nothing" realizada por el proyecto pop estadounidense Francis and the Lights. Colaboraron por primera vez en el sencillo " Friends " en 2016, junto a Bon Iver, así también West tiene un cameo en el video musical de la canción.
De la misma forma que con "Ghost Town", Francis and the Lights contribuyeron en la producción de las canciones del álbum " Ye ", I Thought About Killing You " y " All Mine ". Se encargó de la producción adicional del primero de los tres, junto a Benny Blanco y Noah Goldstein, mientras que Mike Dean lo coprodujo y West ejerció de productor principal.
En una entrevista en noviembre de 2016 con NOW Magazine, el músico canadiense PartyNextDoor mencionó que quería producir y escribir al nivel de West, así también afirmó que este fue una gran influencia para él cuando era más joven. Tras el lanzamiento de su tercer EP Colors 2 en junio de 2017, PartyNextDoor tuiteó el 20 de julio de ese año que estaba por llegar nueva música con la participación de Kanye, a lo que Apple Music respondió simultáneamente a través de Twitter. En ese momento, se desconocía para qué proyecto estaban grabando Kanye y PartyNextDoor, además, los dos nunca habían colaborado en el pasado. Más tarde PartyNextDoor tuiteó una foto de ambos hablando el 22 de julio de 2017, lo que fue la primera evidencia fotográfica de su colaboración. Además de "Ghost Town", PartyNextDoor participó proporcionando su voz y componiendo para la canción de Ye " Wouldn't Leave ", en la cual no recibió los créditos correspondientes hasta que los servicios de transmisión actualizaron sus créditos el 15 de junio de 2018.